# Las Vegas 1970
Las Vegas 1970 es una película italiana dirigida en  1969 por Giuliano Montaldo. Montaldo y Morricone ya habían trabajado juntos en dos ocasiones: Diamantes a gogó (1967) y Y Dios está con nosotros (1969), y aún colaborarían juntos en más ocasiones. Esta es la primera vez que Morricone introduce una balada en una película "La ballata di Hank McCain", pero no será la última.

## Sinopsis
Charlie Adamo, jefe de la mafia en San Francisco, intenta en vano cobrar un impuesto en uno de los casinos de Las Vegas. Para vengarse decide robar en el casino y contrata a Hank McCain para que haga el trabajo. McCain  al principio es reacio pero Irene Tucker le ofrece su ayuda y empiezan a preparar el golpe juntos. El casino es propiedad de los jefes de Adamo en La Costa Este. Adamo intenta anular el robo, pero no lo consigue. McCain e Irene roban dos millones de dólares y son perseguidos por un asesino del sindicato. Finalmente son abatidos por las balas de una ametralladora.

## Premios
- 1969 - Una nominación a la Palma de Oro. (Festival de Cine de Cannes)